# Лилиенфельды
Лилиенфельды, Лилиенфельды-Тоали (нем. von Lilienfeld, Lilienfeld-Toal) — остзейский дворянский род.
Происходит из Швеции. Родоначальник — асессор надворного суда в Дерпте Ларсон Модулер, возведённый в 1650 в дворянское достоинство Шведского королевства под фамилией Лильефельт. Его потомки, породнившиеся с остзейскими дворянскими родами и получившие фамилию Лилиенфельд, были внесены в рыцарские матрикулы Эстляндии и Эзеля (1746), Курляндии (1790) и Лифляндии (1797).
В Российской Империи род потомственных баронов восходит к временам Русско-Шведской (Северной) войны, когда Русская Армия под руководством царя Петра Первого взяла город-крепость Ревель (ныне — Таллин) и оформила здесь Лифляндскую губернию.
В это время здесь в городе сформировалась семья потомка шведских дворян, барона, капитана шведской армии Карла Густава фон Лилиенфельда старшего (168?—1738) и потомственной дворянки из Ревеля, также дамы дворянского происхождения, Гертруды, урожденной фон Розенкрон.
29 сентября был подписан договор о капитуляции гарнизона города и 30 сентября 1710 года Ревель сдался Русской Армии. Пётр I даровал прежним шведско-подданным дворянам города и городским сословиям жалованные грамоты, с сохранением дворянских и иных их привилегий при Российском государстве, а также, в соответствии с европейскими традициями того времени для имён титулованного дворянства, с разрешением добавлять к фамилии «von» («фон»). Через год в семье Лилиенфельдов родился первенец, Карл-Густав фон Лилиенфельд младший (1711—1759), затем второй мальчик — Якоб-Генрих фон Лилиенфельд (1716—1785). Братья в 1733 году поступят в Санкт-Петербургский дворянский кадетский корпус и попадут в интриги императорского двора, в том числе в так называемое «Лопухинское дело», хитросплетения которого войдут в советское время в сюжет телевизионного приключенческого многосерийного художественного фильма «Гардемарины, вперёд!» (режиссёр Светлана Дружинина, 1987).
Якоб-Генрих, а также его младшие братья и сёстры — Рейнхольд-Вильгельм фон Лилиенфельд, Хедвиг-Шарлотта фон Лилиенфельд, Магнус фон Лилиенфельд станут основой российской ветви Лилиенфельдов.
Ещё одной Лифляндской (Эстляндской) ветвью Лилиенфельдов являются потомки семьи Густава-Отто фон Лилиенфельда (1683—17??) и Маргариты-Софии (урождённой фон Ведберг, год её рождения неизвестен, год смерти 1773). Их общий ребёнок в браке — Генрих-Отто фон Лилиенфельд (1725—1779), подданный Российской Империи. Затем мадам Лилиенфельд будет замужем ещё раз.

## Известные представители
С конца XVIII века по линии рода наиболее известен Карл Карлович (Карл Рейнгольд Георг) Лилиенфельд (1790—1875), отставной поручик гвардии, владелец имения Ней-Оберпален Феллинского уезда Лифляндской губернии, в 1844-1848 — лифляндский ландмаршал. Его сыновья: Георгий Карлович (Георг Рейнгольд Карл) (1828—1881), в звании камергера Императорского двора (1866), лифляндский ландмаршал (1866-1869) и ландрат; Александр Карлович (1831—1909), эстляндский ландрат.
Из младшей ветви рода известны Егор Андреевич, он же Георгий Александрович (нем. Georg Woldemar von Lilienfeld, Георг Вольдемар) (1772—1835), отставной ротмистр, эстляндский риттершаф-тсгауптман (предводитель дворянства) (1827-1830), ландрат. Эти же посты позднее занимал его сын — Оттон Егорович, он же Отто Георгиевич (нем. Otto Georg von Lilienfeld) (1805—1896). К этой же линии рода принадлежал генерал-майор Оттон Фёдорович (Отто Фридрих Аугуст Генрих) (1827—1891) и его брат Павел Фёдорович Лилиенфельд-Тоаль, получивший в 1883 высочайшее разрешение так именоваться с нисходящим потомством (по родовому имению его супруги — урождённой графини Меллин — мызе Тоаль в Эстляндской губернии).
Их старший сын — Анатолий Павлович (Анатоль Шарль Морис; 1865—1931), камергер (1911), действительный статский советник (1906), в 1902—1905 — вице-губернатор Архангельской губернии, в 1910-1914 — пензенский губернатор, после октября 1917 в эмиграции, преподавал русский язык в Кильском университете (Германия). Его младший брат — Георгий Павлович (1870 — около 1929), действительный статский советник, царёвский уездный предводитель дворянства (Астраханская губерния).
Баронесса Мария Андреевна фон Рённе (урождённая фон Лилиенфельд, родилась 2 декабря 1752 года, умерла 13 мая 1810 года), 13 ноября 1796 года была пожалована в статс-дамы Её Императорского Величества и назначена гофмейстериной двора Великой княгини Анны Фёдоровны; 5 апреля 1797 года, во время коронации императора Павла, она получила орден святой Екатерины меньшего креста. Была замужем (с 23 марта 1778 года) за бароном Карлом Ивановичем (Карл Густав) фон Рённе (нем. Carl Gustav von Rönne, 1720-е — 1786), генерал-поручиком Русской Армии. Их сын Генрих-Магнус фон Рённе был камергером двора Его Императорского Величества и действительным статским советником.
Баронесса Молли-Елене-Констанце фон Лилиенфельд (родилась 2 мая 1856 года в Ойденорме, умерла 10 июня 1906
года, Стренгнэсе, Швеция), дочь Георга-Фромхольда-Якоба-Адама фон Лилиенфельда (1830—1910) и его жены Иоганны-Марии-Констанцы-Елены фон Лилиенфельд (урожденной фон Баранов, нем. von Baranoff) вышла замуж за барона Фёдора Романовича (Иоганн-Фридрих-Рейнгольд) фон Арнольд (20 июня 1854, Тюрпсаль, Российская Империя — 11 мая 1902, Стренгнэсе, Швеция). Их дети: Герберт-Фридрих-Рейнгольд фон Арнольд (1882—1884), Рене-Харальд фон Арнольд (1883—1884), Эдит-Юлия-Алиса фон Арнольд (15 июня 1885 года, Тюрпсаль — 9 января 1922 года), Вернер-Герман-Рейнгольд фон Арнольд (13 октября 1886 года, Тюрпсаль — 19??, Швеция), Карин-Юлия-Мария фон Арнольд, (20 марта 1888 года, Тюрпсаль — 19??, Швеция), Эрик-Гунар фон Арнольд (8 ноября 1895 года, Дьюрторп, Швеция — 19??, Швеция).